# Lake Crystal, Minnesota
Lake Crystal là một thành phố thuộc quận Blue Earth, tiểu bang Minnesota, Hoa Kỳ. Năm 2010, dân số của thành phố này là 2549 người.

## Dân số
- Dân số năm 2000: 2420 người.
- Dân số năm 2010: 2549 người.